# 시솽반나 다이족 자치주
시솽반나 다이족 자치주(타이루어: ᦈᦹᧈ ᦈᦹᧈ ᦵᦋᦲᧁᧈ ᦘᦱ ᦉᦱ ᦺᦑ ᧑᧒ ᦗᧃ ᦓᦱ, 중국어 간체자: 西双版納傣族自治州, 병음: Xīshuāngbǎnnà dǎizú Zìzhìzhōu, 태국어: จังหวัดปกครองตนเองชนชาติไท สิบสองปันนา, 아카어: Siˇsawˇpaˆna, 하니어: Xisual banaq)는 윈난성 최남단에 위치한 다이족 자치 지역이다. 중국어의 시솽반나(西双版納)라는 표기는 태국어 "십송빤나"(สิบสองปันนา)를 음차한 표기이다.
면적은 19700 평방km, 인구는 90만 명이다. 중심지는 징훙이다. 이곳에는 예부터 소수민족인 타이루족이 거주했으며 코끼리가 서식하는 곳이다. 이곳은 소승 불교가 번성하는 등 동남아시아적인 광경이 펼쳐지는 곳이다. 근년에는 관광지로 발전했다.

## 지리
남쪽은 라오스, 미얀마로 966킬로미터에 이르는 국경선에 접해 있다. 메콩강이 남쪽으로 흐르고 메콩 수운으로 라오스나 타이와 연결되어 있다.
징훙시의 기후는 열대사바나 기후에 속한다.

## 행정 구역
1개의 현급시, 2개의 현을 관할한다.
- 현급시
  - 징훙 시(景洪市)
- 현
  - 멍하이 현(勐海县)
  - 멍라 현(勐腊县)

## 민족
다이족(루족), 하니족, 라후족, 부랑족 등 소수 민족이 전인구의 74%를 차지하고 한족은 소수이다.

### 2000년 시솽반나 타이족 자치주의 민족 조사
| 소수 민족       | 인구    | 비율   |
| --------------- | ------- | ------ |
| 다이족          | 296,930 | 29.89% |
| 한족            | 289,181 | 29.11% |
| 하니족          | 186,067 | 18.73% |
| 이족            | 55,772  | 5.61%  |
| 라후족          | 55,548  | 5.59%  |
| 부랑족          | 36,453  | 3.67%  |
| 지눠족          | 20,199  | 2.03%  |
| 야오족          | 18,679  | 1.88%  |
| 먀오족          | 11,037  | 1.11%  |
| 바이족          | 5,931   | 0.6%   |
| 비공인 소수민족 | 5,640   | 0.57%  |
| 후이족          | 3,911   | 0.39%  |
| 바족            | 3,112   | 0.31%  |
| 좡족            | 2,130   | 0.21%  |
| 기타            | 2,807   | 0.3%   |

## 특산품
- 차류: 보이차

## 같이 보기
- 십송빤나
- 란상
  - 비옌티안 왕국
  - 루앙프라방 왕국
  - 참파삭 왕국
- 라오스
- 태국의 역사